# Tettigoniopsis nyotaiensis
Tettigoniopsis nyotaiensis är en insektsart som beskrevs av Tominaga, O. och Toshima 1999. Tettigoniopsis nyotaiensis ingår i släktet Tettigoniopsis och familjen vårtbitare. Inga underarter finns listade i Catalogue of Life.